# Szölnöki-patak
Szölnöki-patak är ett vattendrag i Ungern.   Det ligger i provinsen Vas, i den västra delen av landet, 220 km väster om huvudstaden Budapest.